# Amagi Brilliant Park
Amagi Brilliant Park (甘城ブリリアントパーク Amagi Buririanto Pāku?, lit. Parque Brillante de Amagi) es una novela ligera escrita por Shoji Gatoh e ilustrada por Yuka Nakajima. Fujimi Shobo ha publicado ocho volúmenes desde el 20 de febrero de 2013, bajo su imprenta Fujimi Fantasia Bunko. Hay tres adaptaciones a manga publicadas por Fujimi Shobo y Kadokawa. Una adaptación a anime por Kyoto Animation se emitió desde el 6 de octubre de 2014 hasta el 25 de diciembre del mismo año.

## Sinopsis
Seiya Kanie, un estudiante vanidoso y ególatra, es obligado por su compañera de clase, Izusu Sento, a salir con ella a una "cita" al parque temático Amagi Brilliant Park. Al llegar al parque, se encuentran con un lugar que sobresale por la falta de atención tanto por parte de los visitantes como por parte de los anfitriones (encargados de dar vida y hacer espectáculos en el parque). Termina siendo convencido de hacerse cargo de la gerencia del Amagi Brilliant Park, con el objetivo de llegar a tener 250.000 visitantes en tres meses y así lograr evitar que el parque cierre de manera definitiva además de salvar a todos sus mágicos habitantes ya que sin «animus» (energía que se obtiene a través de la diversión que tiene sus invitados) dejarían de existir.

## Personajes

### Principales
Seiya Kanie (可児江 西也 Kanie Seiya?)
Seiyū: Kōki Uchiyama
Seiya es el protagonista principal de la historia. Es un estudiante de Secundaria perfeccionista quien tiene agudeza mental, inteligencia, excelentes reflejos, y actúa como un príncipe, al punto de ser un narcisista quien molesta a la gente. Solía estar envuelto en la industria del entretenimiento en su infancia y su nombre artístico fue Seiya Kodama. Según Isuzu, fue un niño que hubiera hecho a todo adulto/padre orgulloso. Sin embargo, Seiya le dijo a ella que su padre murió hace mucho tiempo. Seiyaa recibió de Latifah el poder mágico de poder escuchar el corazón de las personas, a pesar de que este poder solo funciona una vez con cada persona. Después de un tiempo, se abre los trabajadores del parque, especialmente a Isuzu, con quien comparte sus miedos e inseguridades, por lo que le da coraje a Isuzu cuando ella estaba decepcionada de sí misma. Una vez encontró a Latifah cuando era un niño, pero no lo recordaba hasta que descubrió acerca de su maldición.
Isuzu Sento (千斗 いすず Sento Isuzu?)
Seiyū: Ai Kakuma
Una mujer con una escopeta que fue quien obligó a Seiya aceptar el puesto de mánager del Amagi Brillant Park. Ella tiene una personalidad estoica, raramente mostrando emoción. A pesar de su fachada, ella es también muy sensible. Ella es originaria de MapleLand; fue la mánager del Amagi Brillant Park antes de la llegada de Seiya, y fue una terrible mánager, razón para escoger a Seiya. Ella es originaria de MapleLand y casi nunca sale del parque porque es incapaz de entender la sociedad terrestre. Su educación como una guardia real resultó en tendencia a recurrir rápidamente a la violencia, amenazando a los demás o disparándoles con su escopeta (en realidad un mosquete), pero ella cambio lentamente después de conocer a Seiya y tras oírle compartir su temor a las alturas con ella, ella ganó confianza en sí misma. 
Su escopeta fue mágicamente insertado en su cuerpo, así que ella puede invocarlo directamente desde su piel. Usa una variedad de balas con diferentes efectos, como remover la memoria del objetivo o simplemente causar un gran dolor cuando acierta. Una vez Seiya se convierte en mánager, Isuzu se convierte en su secretaria y eventualmente desarrolla sentimientos por él, esto se manifiesta cuando Macaron le pone una semilla para abrir el corazón (Sentimientos) en el almuerzo a Isuzu Sento, provocando que ella exprese sus sentimientos con franqueza llevándola al punto de decirle a Seiya que le gusta y se tapa la boca para no decirle que lo ama, y de manera cómica se comienza a pegar en la cabeza, estos sentimientos aumentan con la contratación de tres nuevas chicas que con anterioridad Sento había soñado; sueño en el cual veía a Seiya enamorado de esas tres desconocidas, a pesar de seguir disgustàndole su comportamiento arrogante, pero se rehúsa a decírselo.  
Latifah Fleuranza (ラティファ・フルーランザ Ratifa Furūranza?)
Seiyū: Yukiyo Fujii
La princesa de Maple Land. Le da a Seiya algo de poder mágico besándolo. De acuerdo a Tricken, ella es sobrina de Moffle y tiene un parecido sorprendente con su hermana. Dado a algunas circunstancias, incluyendo su frágil cuerpo, ella no puede dejar el parque, el cual está embrujado con una barrera mágica. En la novela ligera, Latifah es ciega. Resulta que un mago mató un dragón y este exigió casarse con la Princesa Latifah, el Rey (padre de Latifah) se negó y ordenó que ejecutan al mago, este antes de morir la maldijo que forma pierda su animus (energía vital) de forma por más de una década tiene el aspecto de 14 años y no recuerda nada a partir de este punto . Su nombre procede de Queen Latifah.

## Medios de comunicación

### Novela ligera

#### Amagi Brillant Park
El primer volumen de la novela ligera fue publicado por Fujimi Shobo bajo su imprenta Fujimi Fantasia Bunko el 20 de febrero de 2013. Hasta mayo de 2017, ocho volúmenes han sido publicados.

##### Lista de volúmenes
| Núm. | Fecha de publicación  | ISBN                   |
| ---- | --------------------- | ---------------------- |
| 1    | 20 de febrero de 2013 | ISBN 978-4-8291-3828-1 |
| 2    | 20 de agosto de 2013  | ISBN 978-4-8291-3921-9 |
| 3    | 18 de enero de 2014   | ISBN 978-4-04-070004-5 |
| 4    | 20 de junio de 2014   | ISBN 978-4-04-070207-0 |
| 5    | 18 de octubre de 2014 | ISBN 978-4-04-070208-7 |
| 6    | 18 de abril de 2015   | ISBN 978-4-04-070209-4 |
| 7    | 25 de octubre de 2015 | ISBN 978-4-04-070701-3 |
| 8    | 26 de junio de 2016   | ISBN 978-4-04-070702-0 |

#### Amagi Brilliant Park: Maple Summoner
Una serie de novelas ligeras spin-off, escritas por Keishō Yanagawa titulada Amagi Brilliant Park: Maple Summoner, fue publicada por Fujimi Fantasia Bunko desde el 18 de octubre de 2014 hasta el 20 de febrero de 2015, tres volúmenes fueron publicados.

##### Lista de volúmenes
| Núm. | Fecha de publicación    | ISBN                   |
| ---- | ----------------------- | ---------------------- |
| 1    | 18 de octubre de 2014   | ISBN 978-4-04-070287-2 |
| 2    | 20 de noviembre de 2014 | ISBN 978-4-04-070288-9 |
| 3    | 20 de febrero de 2015   | ISBN 978-4-04-070289-6 |

### Manga
Una adaptación a manga con arte de Kimitake Yoshioka comenzó a serializarse en la revista shōnen de Fujimi Shobo Monthly Dragon Age desde marzo de 2014 en la edición vendida el 8 de febrero. La serie ha sido compilada en dos volúmenes tankōbon, publicados el 7 de junio y 8 de octubre de 2014. Un manga Yonkoma ilustrado por Kōji Azuma titulado Amagi Brillant Park? Fumo (甘城ブリリアントパーク?ふも?) comenzó a serializarse en la Monthly Dragon Age en la edición de junio de 2014. Un tercer manga titulado Amagi Brillant Park the animation (甘城ブリリアントパークthe animation?), escrito por el Comité de Restauración AmaBri (甘ブリ再生委員会 Amaburi Saisei Iinkai?) e ilustrado por Ami Hakui, comenzara su serializacion en el sitio web de Kadokawa ComicWalker.

### Anime
Una adaptación a anime de 13 episodios producida por Kyoto Animation y dirigida por Yasuhiro Takemoto fue emitida entre el 6 de octubre y el 25 de diciembre de 2014. El opening es "Extra Magic Hour" (エクストラ・マジック・アワー Ekusutora Majikku Awā?, lit.: "Hora Extra Mágica"), interpretado por Akino con bless4. El ending es "Elementario de Aimashō!" (エレメンタリオで会いましょう! Erementario de Aimashō!?), interpretado por Brillant4, un grupo compuesto por Yuka Aisaka, Tomoyo Kurosawa, Shiori Mikami, y Minami Tsuda. Adicionalmente, hay un OVA incluido en el séptimo volumen de DVD y Blu-ray, y una serie de siete mini-episodios Gaiden titulada Amagi Brillant Park: Wakuwaku Mini Theater - Rakugaki Backstage que también fueron incluidos en los volúmenes DVD y Blu-ray.

#### Lista de episodios
| Núm.     | Título                                                                                                  | Fecha de emisión        |
| -------- | --- | ----------------------- |
| 1        | "¡No hay suficientes visitantes!" "Okyaku ga Konai!" (お客が来ない!)                                    | 6 de octubre de 2014    |
| 2        | "¡No hay suficiente tiempo!" "Jikan ga Nai!" (時間がない!)                                              | 9 de octubre de 2014    |
| 3        | "¡No hay suficientes refuerzos!" "Tekoire ga Kikanai!" (テコ入れが効かない!)                            | 16 de octubre de 2014   |
| 4        | "¡No hay suficiente productividad!" "Hisho ga Tsukaenai!" (秘書が使えない!)                             | 23 de octubre de 2014   |
| 5        | "¡No hay suficiente dinero!" "Okane ga Tarinai!" (お金が足りない!)                                      | 30 de octubre de 2014   |
| 6        | "¡No hay suficiente gente!" "Hitode ga Tarinai!" (人手が足りない!)                                      | 6 de noviembre de 2014  |
| 7        | "¡No hay suficiente seguridad en la piscina!" "Pūru ga Abunai!" (プールが危ない!)                       | 13 de noviembre de 2014 |
| 8        | "¡No hay suficiente amor!" "Koigokoro ga Todokanai!" (恋心が届かない!)                                  | 20 de noviembre de 2014 |
| 9        | "¡No hay suficiente trabajo en equipo!" "Chīmuwāku ga Umarenai!" (チームワークが生まれない!)            | 27 de noviembre de 2014 |
| 10       | "¡Nada puede hacerse!" "Mō Utsu Te ga Nai!" (もう打つ手がない!)                                         | 4 de diciembre de 2014  |
| 11       | "¡No hay nada de que preocuparse ahora!" "Kore de Mō Shinpainai!" (これでもう心配ない!)                 | 11 de diciembre de 2014 |
| 12       | "¡Nadie sabe que nos aguarda el futuro!" "Mirai wa Darenimo Wakaranai!" (未来は誰にもわからない!)       | 18 de diciembre de 2014 |
| 13       | "¡No es un buen vídeo promocional!" "PV ga Tsumaranai!" (PVがつまらない!)                               | 25 de diciembre de 2014 |
| 14 (OVA) | "¡No hay tiempo para tomárselo a la ligera!" "Nonbirishiteiru Hima ga Nai!" (のんびりしている暇がない!) | 26 de junio de 2015     |